# La Violeta de Oro
La Violeta de oro fue una revista publicada por primera vez en octubre de 1851. El director de la publicación era Víctor Balaguer. Detrás de la revista estaba la Sociedad Filarmónica Literaria, que tenía un gran prestigio en el terreno musical. Al cabo de dos meses, Víctor Balaguer tuvo que abandonar la dirección de la revista y como consecuencia de este hecho, la publicación desapareció el 20 de diciembre de 1851, con tan solo nueve números publicados. Respecto al formato de la revista, tenía ocho páginas en formato holandés y la suscripción valía una peseta al mes. La revista se imprimía en la Imprenta del Porvenir de Barcelona.

## Temas y colaboradores
El objetivo de la revista era promover la poesía catalana y luchar por la restauración de los Juegos Florales. De hecho, el primer número de “La Violeta de oro” contenía un artículo sobre los Juegos Florales y su historia. La Sociedad Filarmónica Literaria intentará renovar los Juegos y establecerá premios para certámenes de poesía.
La Sociedad Filarmónica Literaria era una entidad con un gran prestigio en el ámbito musical. Gracias a ella, se habían hecho conciertos de Beethoven de gran calidad en Barcelona. Además, tenía establecidas cátedras de harmonía, solfeo, composición y gramática musical. La sociedad estaba formada por hombres de gran valía intelectual como  Víctor Balaguer, Josep Llausàs, Milà i Fontanals, Claudi Lorenzale, Ilas i Vidal y Joan Mañé i Flaquer.
Respecto a los colaboradores, fueron los hombres de la Sociedad Filarmónica Literaria excepto Claudi Lorenzale, que no escribía. También participaron importantes figuras literarias de Barcelona y Madrid como María Josefa Massanés, Antonio Cánovas del Castillo, Antonio Trueba, Eulogio Florentino Sanz, Joaquim Rubió i Ors, Antoni Fargas y Bonaventura Bassols.